# Schoolwerkplan
Het schoolwerkplan is een schooleigen planningsinstrument met intenties, standpunten, werkwijzen, afspraken en maatregelen die betrekking hebben op doelen, inhouden, vormgeving en organisatie van opvoeding en onderwijs op deze school. Het werken aan prioriteiten vormt er een belangrijk onderdeel van.

## Geschiedenis

### Nederland
In 1920 werd door de wet Lager Onderwijs – beter bekend als de wet de Visser – aan de scholen opgelegd om zelf een leerplan te ontwikkelen. Hierin moesten zij de omvang van het onderwijs en de verdeling van de leerstof over de klassen verwerken. Voorts moest het ook het aantal uren aanwijzen dat besteed werd aan elk vak (later omgevormd tot het woord leergebied), hetzij afzonderlijk, hetzij in vereniging met andere vakken.

#### Twee sporen: leerplan en schoolwerkplan
Maar in de jaren ‘60-‘70 merkte men dat dit leerplan niet het beoogde effect had. Er waren geen suggesties voor didactische werkvormen, het was veelal te algemeen en het werd enkel ontwikkeld door het hoofd zonder overleg met de leerkrachten zodoende dat het weinig effect had op de klasvloer. Daarbij kwam nog het vernieuwingsdenken van die tijd: meer integratie tussen kleuter- en lager onderwijs, pogingen tot hergroeperingen van schoolvakken in meer integrale vormingsgebieden, eerste aanzetten tot professionalisering en teamvorming, … Er moest een hefboom komen om de schoolontwikkeling een duwtje te kunnen geven.
Vanuit dit heersende centralistische vernieuwingsdenken werd de Stichting Leerplanontwikkeling (SLO) opgericht. Met als grootste doel het ontwikkelen van een centraal leerplan en het op poten zetten van het schoolwerkplan. Hierdoor bewandelt men twee sporen: één spoor waarbij de overheid met een algemeen leerplan bepaalt wat er in de klassen moet gegeven worden en één spoor waarbij de school aan de hand van het schoolwerkplan kadert hoe er wordt omgegaan met die eisen van de overheid en een plan opstelt hoe zij zich verder willen ontwikkelen. Enerzijds wordt er dus iets opgelegd (verantwoordingsperspectief) en anderzijds geeft men de scholen de autonomie om zichzelf te ontwikkelen (ontwikkelingsperspectief).

#### Eén spoor: schoolwerkplan als innovatie-instrument en schooleigen leerplan
Begin jaren ‘80 waait de politieke wind echter uit een andere hoek: de vraag achter een nationaal leerplan vervalt en men ziet het schoolwerkplan meer en meer als de spil van vele innovaties die binnen de scholen doorgevoerd zouden moeten worden. In 1985 zien we dit dan ook terugkeren in de wet op het basisonderwijs in artikel 11:
1. Het onderwijs wordt gegeven volgens een schoolwerkplan dat een overzicht geeft van de organisatie en de inhoud van het onderwijs. Daarbij wordt ervan uitgegaan dat de leerlingen in beginsel binnen een tijdvak van 8 aaneensluitende jaren de school kunnen doorlopen.
2. Het schoolwerkplan vermeldt ten minste:
  1. de leer- en ontwikkelingsdoelen van de school;
  2. de leerstofkeuze, de omvang van de leerstof en de ordening daarvan:
  3. de didactische werkvormen, de onderwijsleerpakketten met inbegrip van het ontwikkelingsmateriaal;
  4. de voorzieningen voor leerlingen die belemmeringen ondervinden in het leer- en ontwikkelingsproces en de betrekkingen die bestaan met scholen voor speciaal onderwijs. scholen voor voortgezet speciaal onderwijs of scholen voor speciaal en voortgezet speciaal onderwijs;
  5. de schoolorganisatie, waaronder begrepen de indeling in groepen en andere regelingen met het oog op de inrichting van het onderwijsleerproces;
  6. de wijze waarop wordt nagegaan of en in hoeverre door de organisatie en de inhoud van het onderwijsleerproces de gewenste resultaten worden bereikt;
  7. de wijze waarop de voortgang van de leerlingen wordt beoordeeld en daarover wordt gerapporteerd;
  8. de wijze waarop het contact met de ouders wordt onderhouden;
  9. de wijze waarop faciliteiten worden gebruikt die het Rijk beschikbaar stelt voor bepaalde doeleinden of groepen leerlingen:
  10. een geschillenregeling in geval van verschil van opvatting over de inrichting van het schoolwerkplan als bedoeld in artikel 13.
3. Indien de school betrekkingen onderhoudt met een instelling uit de onderwijsverzorging, een of meer opleidingsinstituten voor onderwijzend personeel, scholen voor aansluitend voortgezet onderwijs, opvoedingsinstellingen voor de nog niet schoolgaande jeugd of andere welzijnsinstellingen, wordt daarvan in het schoolwerkplan melding gemaakt.
4. Het schoolwerkplan geeft tevens aan welke voorzieningen worden getroffen ten behoeve van leerlingen die zijn teruggeplaatst vanuit een school voor speciaal onderwijs.
5. Het schoolwerkplan wordt uitgewerkt in een activiteitenplan waarin de activiteiten van de leerlingen voor een bepaald tijdvak en de taken van het onderwijzend personeel worden opgenomen. Het activiteitenplan wordt zodanig ingericht dat de leerlingen in de eerste 4 schooljaren per schooljaar ten minste 880 uren en in de overige schooljaren per schooljaar ten minste 1000 uren onderwijs ontvangen. Per dag ontvangen de leerlingen ten hoogste 5,5 uur onderwijs, waarbij een evenwichtige verdeling van activiteiten in acht wordt genomen.
6. Het activiteitenplan geeft tevens aan de schooltijden, vakanties en andere vrije dagen. Voor afwijking van het daarover in het activiteitenplan bepaalde is toestemming van de inspecteur vereist.
7. Een schooldag dient voor alle leerlingen op hetzelfde tijdstip aan te vangen en te eindigen.
8. Onze minister kan, de Onderwijsraad gehoord, op verzoek van het bevoegd gezag goedkeuren dat wordt afgeweken van de voorschriften van het eerste lid, tweede volzin. Hij kan daarbij voorwaarden en beperkingen stellen.
9. Onze minister kan bepalen in welke gevallen van het zevende lid kan worden afgeweken.

Bij het ontbreken aan een nationaal leerplan was het dus aan de scholen zelf om in het schoolwerkplan aan te geven welke doelen en inhouden ze wilden bereiken en hoe die verspreid werden over de verschillende leerjaren. Tevens moesten ze ook de gebruikte werkvormen en materialen aangeven. Naast de loodzware functie als schooleigen leerplan, moest het schoolwerkplan ook dienstdoen als verantwoordingsinstrument. Vele beslissingen moesten worden vastgelegd in het schoolwerkplan en activiteitenplan en dit moest – volgens artikel 13 – respectievelijk 2-jaarlijks en jaarlijks door de inspectie worden gecontroleerd.
Met autonomie en decentralisatie als centrale begrippen in het vaandel werd het schoolwerkplan overladen met functies en verviel de houvast die het leerplan zou bieden.

#### Schoolwerkplan enkel bedrijfsplan en verantwoordingsinstrument
Eind jaar ’80 en begin jaren ’90 bezwijkt het schoolwerkplan onder de hoge verwachtingen. Het kan de vele functies die het werd opgelegd niet waarmaken. Veelal zien we dat ook hier weer de schoolleiding iets in elkaar steekt en het daarna in de kast verdwijnt. Instrumenten die het SLO ontwikkelde voor een degelijke implementatie en integratie van het schoolwerkplan blijken uit onderzoek nagenoeg geen effect te hebben gehad. Ook andere onderzoeken tonen aan dat het schoolwerkplan de verwachtingen niet heeft kunnen waarmaken. In deze tijd wordt de bruikbaarheid van het schoolwerkplan dan ook in vraag gesteld.
Vanuit het heersende decentralisatiebeleid kwam er nieuw soort realisme waardoor werd beslist om alle ballast van het schoolwerkplan overboord te gooien en het af te slanken tot een bedrijfsplan en verantwoordingsinstrument.

#### Kerndoelen zorgen voor een revival van het schoolwerkplan
Gedurende een lange periode bepaalde het schoolbestuur dus de inhouden van het basisonderwijs. Aanvankelijk via het leerplan en later via het schoolwerkplan. Door een nationaal en internationaal groeiende ontevredenheid over het onderwijs om tegemoet te komen aan actueel geldende problemen (algemene kwaliteit van het onderwijs wordt door vergelijkende studiën aan de kaak gesteld, de grote verschillen tussen de basisscholen door het extra-curriculair aanbod, zorg over het morele gehalte van de samenleving, … ) verschuift de overheid echter het accent van het leerplanbeleid: Niet de schoolbesturen maar zij zelf zullen de inhouden van het onderwijs bepalen. En zo geschiedde het.
In augustus 1993 werden de kerndoelen ingevoerd. Daarnaast werden de scholen ook verplicht een schoolwerkplan op te stellen.
We zien hier dus duidelijke het tweesporenbeleid – verantwoordingsperspectief en ontwikkelingsperspectief – dat in de jaren ’60 werd vooropgesteld. Met dat verschil dat er in die jaren vooral over werd gedacht en gesproken en dat het nu een verplichting voor de scholen was.

#### Schoolwerkplan wordt schoolgids en schoolplan
De wet op het primair onderwijs (WPO) van 1998 zorgt voor een splitsing van het schoolwerkplan in een schoolgids en een schoolplan. In de schoolgids vind je de openbare verantwoording over de doelen en middelen die de school nastreeft. Daarin staan ook zaken zoals lestijden, vakantieroosters, … . Het doel van de schoolgids is de communicatie tussen school en ouders opdat het ouders en kinderen in staat stelt een verantwoorde keuze te maken.
Het schoolplan is een beleidsplan voor vier jaar: men onderscheidt hoofdzakelijk het onderwijskundig beleid, het personeelsbeleid en het beleid met betrekking tot de bewaking en verbetering van de kwaliteit van de school. Beide documenten moeten ter goedkeuring worden voorgelegd aan de inspectie.
Zoals uit de geschiedenis van het schoolwerkplan uit Nederland blijkt, zijn er grote parallellen te trekken tussen het schoolwerkplan en de leerplanontwikkeling. Leerplannen moesten zorgen voor een houvast rond inhouden en doelen, schoolwerkplannen moesten de autonomie van de scholen bewaken en zorgen voor de vertaling van de leerplannen en voor de ontwikkeling van deze scholen. Omdat er geen centraal leerplan was in Nederland moest alles maar via het schoolwerkplan gebeuren. Ook doelen en inhouden moesten dus worden gepland in het schoolwerkplan. Overladen door de vele functies ging het daarom bijna ten onder.

### België

#### Leerplantraditie maakte doorgedreven schoolwerkplan overbodig
In België is het verhaal enigszins anders. Al gedurende vele jaren kent men de leerplannen. De leerplannen waren een middel van de koepels om zich af te zetten tegen de overheid en de eigen autonomie te behouden. Beide koepels verwachten dat hun scholen de leerplannen volgen en de inzet van inspectieteams en pedagogische begeleiding bestendigen dit alleen maar. Doordat de scholen de leerplannen van de koepels als houvast hebben, is er geen nood aan een schoolwerkplan als soort van eigen schoolleerplan zoals dit wel het geval was in Nederland.

#### Schoolwerkplan als geheel van producten van planningsactiviteiten
Onder invloed van het project Vernieuwd Lager Onderwijs (VLO) dat in 1973 werd ingezet ging men echter meer nadenken over processen rond schoolontwikkeling: teamwerking, schoolleiding, zelfevaluatie, … . Daardoor kwam de focus te liggen op instrumenten om met het team planmatiger te werken. Zo kwam het schoolwerkplan als het geheel van producten van diverse planningsactiviteiten in de schijnwerper.
Een voorbeeld hiervan was het Werkplan Wereldoriëntatie dat het CRKLO in 1985 uitbracht. Het werkplan bevatte slechts algemene inzichten en open doelen die de school in hun schoolwerkplan zelf verder moest uitwerken, conform het algemene opvoedingsconcept van de katholieke basisschool en het eigen opvoedingsproject. Deze vorm van open curricula bleken echter niet aan de slaan. De leerkrachten uit de klas vroegen vooral naar leerplannen en leermiddelen die een houvast gaven bij het begrenzen van wat er in de lessen aan bod moest komen.

#### Via decreten krijgt het schoolwerkplan een klein statuut
Vanaf 1989 treedt de minister niet langer meer op als de inrichtende macht van het Rijksonderwijs, maar wel als verantwoordelijke overheid voor het hele onderwijs. Via het decreet van 19 december 1989 wordt de macht overgedragen aan de Autonome Raad voor het Gemeenschapsonderwijs (ARGO). In artikel 45 van dit decreet zien we voor de eerste keer het schoolwerkplan terugkomen. Hierin staat vermeld dat de schoolraad en de raad van bestuur van deze scholen bevoegd zijn voor het goedkeuren van het schoolwerkplan binnen het kader van het pedagogische project op voorstel van het pedagogisch college.
Ook in het decreet van 1991 betreffende de inspectie en de pedagogische begeleidingsdiensten zien we het schoolwerkplan terugkomen. Dit decreet belast de pedagogische begeleiding met de ondersteuning van de onderwijsinstellingen volgens het eigen pedagogisch concept, onder meer bij het opstellen van het schoolwerkplan.
Met het verkondigen van de komst van de eindtermen in artikel 6bis van ditzelfde decreet, zien we – net zoals bij de kerndoelen in Nederland – het schoolwerkplan nog meer op de voorgrond treden. In het ontwerp van het decreet basisonderwijs in 1994 lezen we alvast over de vakoverschrijdende eindtermen:
“Deze vakoverschrijdende eindtermen zullen per onderwijsniveau samen in een brochure worden opgenomen. Het wordt aan de scholen en de inrichtende machten overgelaten om via hun schoolwerkplan respectievelijk de leerplannen, vulling te geven aan die vakoverschrijdende eindtermen. Een dergelijke benadering legt een stuk professionaliteit en autonomie bij de lokale scholen, waarbij de lokale school- en participatieraden een belangrijke rol kunnen spelen”.
Dit herkenbaar tweesporenbeleid komt ook terug in de beleidsbrief van 26 oktober 1995 van toenmalig Vlaams minister van Onderwijs L. Van den Bossche:
Immers, elke school moet nu een schoolwerkplan opstellen. De schoolwerkplannen zijn de uitdrukking van de autonomie van elke school binnen de perken gesteld door de eindtermen en het leerplan. De schoolwerkplannen moeten aan de ouders, leerlingen, lokale gemeenschap en maatschappij bekend worden gemaakt."
Nadat in 1995 de eindtermen werden goedgekeurd kreeg het schoolwerkplan in het uiteindelijk decreet basisonderwijs van 25 februari 1997 een – weliswaar bescheiden – statuut van schooleigen planningsdocument. Scholen werden vanaf schooljaar 1999-2000 verplicht een schoolwerkplan op te stellen.

## Actuele wetgeving

### België (Vlaamse Gemeenschap)

#### Decreet basisonderwijs – 25/02/1997
Art. 47. 

§ 1. Ieder schoolbestuur maakt voor elk van zijn scholen een schoolwerkplan dat ten minste volgende elementen bevat :
- de omschrijving van het pedagogisch project zijnde het geheel van fundamentele uitgangspunten dat door het schoolbestuur voor de school wordt vastgelegd;
- de organisatie van de school en voornamelijk de indeling in leerlingengroepen;
- de wijze waarop het leerproces van de leerlingen wordt beoordeeld en hoe daarover wordt gerapporteerd;
- de voorzieningen in het gewoon onderwijs voor leerlingen met een handicap of die leerbedreigd zijn, inclusief de samenwerkingsvormen met andere scholen van gewoon en/of buitengewoon onderwijs.

§ 2. Tijdens de schooldoorlichting neemt de onderwijsinspectie kennis van het schoolwerkplan zonder de inhoud ervan te beoordelen.

Art. 7

§ 2. Het schoolbestuur bepaalt vrij de organisatie van zijn kleuteronderwijs en lager onderwijs. Het legt die organisatie vast in het schoolwerkplan met dien verstande dat het gewoon lager onderwijs steeds volledig moet worden georganiseerd. Dit betekent dat leerlingen tussen zes jaar en twaalf jaar er ononderbroken hun lager onderwijs moeten kunnen volgen.

#### Decreet betreffende het landschap basisonderwijs – 24/10/2003
Met de invoering van de zorgcoördinatie vond men dat het zorgbeleid zo fundamenteel was, dat men dit in artikel 7 als 5de punt heeft toegevoegd aan artikel 47 van het decreet basisonderwijs van 1997.
- de wijze waarop de school haar zorgbeleid voert.

#### Decreet betreffende inspectie en pedagogische begeleiding – 17/07/1991
Art. 88.
§ 1. De pedagogische begeleidingsdiensten, zoals bepaald in artikel 87 worden belast met de volgende opdrachten :
- de externe ondersteuning van de betrokken onderwijsinstellingen volgens het eigen pedagogisch concept, onder meer bij het opstellen van het schoolwerkplan.